# センダングサ属

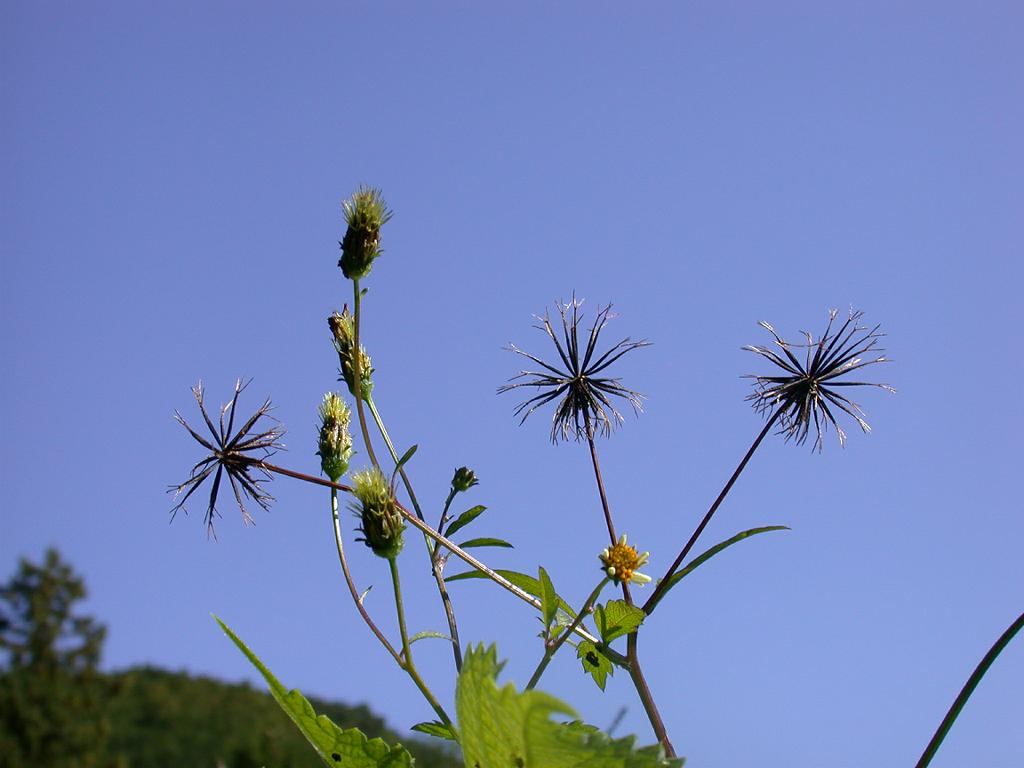
シロノセンダングサの果実

センダングサ属（栴檀草属、鬼鍼草、学名：Bidens）は、キク科の1属である。日本ではごく普通に見られる雑草で、種子が衣服につく、いわゆるひっつき虫のひとつ。国外では観賞用のものもある。

## 特徴
近縁の種がいくつかある。いずれも世界的な分布域をもっている。
いずれも柔らかな一年草で、茎は断面が四角っぽくて節がある。葉は対生して、深く裂けて複葉となる。種子（実際には果実、いわゆる痩果）は硬くて棒状で、先端に数本の刺状突起があって、これに逆刺が着いているので、それによって衣服に引っ掛かる。いわゆるひっつき虫のひとつである。
花は筒状で、中心には黄色い管状花が密生する。外側には舌状花がない場合もあるが、あるものもある。
花が枯れて脱落すると、後には棒状の果実が筒状に揃って束になった姿が残る。果実が熟すると、花床は反り返り、そのため果実は放射状に広がる。果実の先端の刺で何かに引っ掛かると、根元からたやすく外れ、それにくっついて行くことになる。

## 分布
センダングサ属は世界の熱帯および温帯地域に分布する。
大部分の種がアメリカ、アフリカ、ポリネシアに分布し、幾らかの種がヨーロッパとアジアに分布する。センダングサ属はハルシャギク属（Coreopsis）と近縁であり、はっきり区分することは難しい。さらに、どちらも単系統群ではない。

## 種類
日本に産するセンダングサ類は、大きく分けると、棒状の果実を作るものと、偏平な果実を作るものがある。主なものを挙げる。
棒状の果実を作るものは、
センダングサ Bidens biternata (Lour.) Merr. et Sherff
葉は羽状複葉で、花には黄色の舌状花をもつ。
コバノセンダングサ B. bipinnata L.
センダングサに似て、小葉は小さい。
コセンダングサ B. pilosa L.
非常に変異の多い種である。以下のような変種がある。
コセンダングサ B. pilosa var. pilosa
基本変種で、舌状花がない形である。
コシロノセンダングサ B. pilosa var. minor (Blume) Sherff
小さな白い舌状花がある。
シロノセンダングサ B. pilosa var. radiata Sch. Bip.
大きな白い舌状花をもつ。観賞用に栽培されたこともある。
アワユキセンダングサ B. pilosa var. bisetosa Ohtani et S.Suzuki
とても大きい花をつける。日本では沖縄に帰化している。
偏平な果実を作るものとしては、
アメリカセンダングサ B. frondosa L.
近世の外来種である。全体に赤みがかる。花の外にある総苞が伸びて花の回りに放射状に広がる。
タウコギ B. tripartita L.
湿地に生える。アメリカセンダングサに似て、寸が詰まった姿。
他に、観賞用の花であるウインターコスモスことビデンス・フェルリフォリア（B. ferulifolia (Jacq.) Sweet）やキクザキセンダングサ（学名: B. laevis (L.) Britton, Sterns et Poggenb. ）も本属の植物である。